# ダーバン
ダーバン（ズールー語：eThekwini、英語: City of Durban）は、南アフリカ共和国クワズール・ナタール州エテクウィニ都市圏にある地区。2000年までは単独の市であった。
ブルームフォンテンから830km、ヨハネスブルグから795kmの所にある。ヨハネスブルグやケープタウンと共に南アフリカを代表する大都市の1つ。

## 概要
ヨハネスブルグに次ぐ人口
の都市であり、重要な外港である。2010年の都市的地域の人口では322万人であり、同国ではヨハネスブルグに次ぐ第2位である。ズールー族が多く、英語よりもズールー語が話されている。また印僑の人口が極めて多く、約80万人ほどいるといわれている。
古くから高級リゾート地としても知られており、海沿いには大型のリゾートホテルが立ち並ぶ。このためスポーツ施設やインフラが整っており、毎年のようにラグビーや水泳などスポーツの世界選手権や、国連の各機関が開催する国際会議の開催地として選ばれている。2010年にはFIFAワールドカップの会場の一つになった。
なお、他の南アフリカの都市同様、治安の急速な悪化は問題となっている。近年では、浜辺で散策中の観光客が襲撃されるなど、リゾート地として致命的な事件も発生しており、観光地として大きな課題を抱えている。

## 地理

### 気候
| ダーバンの気候                                     | ダーバンの気候 | ダーバンの気候 | ダーバンの気候 | ダーバンの気候 | ダーバンの気候 | ダーバンの気候 | ダーバンの気候 | ダーバンの気候 | ダーバンの気候 | ダーバンの気候 | ダーバンの気候 | ダーバンの気候 | ダーバンの気候 |
| 月                                                 | 1月            | 2月            | 3月            | 4月            | 5月            | 6月            | 7月            | 8月            | 9月            | 10月           | 11月           | 12月           | 年             |
| -------------------------------------------------- | -------------- | -------------- | -------------- | -------------- | -------------- | -------------- | -------------- | -------------- | -------------- | -------------- | -------------- | -------------- | -------------- |
| 最高気温記録 °C （°F）                             | 36 (97)        | 34 (93)        | 35 (95)        | 36 (97)        | 34 (93)        | 36 (97)        | 34 (93)        | 36 (97)        | 37 (99)        | 40 (104)       | 34 (93)        | 36 (97)        | 40 (104)       |
| 平均最高気温 °C （°F）                             | 28 (82)        | 28 (82)        | 28 (82)        | 26 (79)        | 25 (77)        | 23 (73)        | 23 (73)        | 23 (73)        | 23 (73)        | 24 (75)        | 25 (77)        | 27 (81)        | 25 (77)        |
| 平均最低気温 °C （°F）                             | 21 (70)        | 21 (70)        | 20 (68)        | 17 (63)        | 14 (57)        | 11 (52)        | 11 (52)        | 13 (55)        | 15 (59)        | 17 (63)        | 18 (64)        | 20 (68)        | 17 (63)        |
| 最低気温記録 °C （°F）                             | 14 (57)        | 13 (55)        | 12 (54)        | 9 (48)         | 5 (41)         | 4 (39)         | 3 (37)         | 3 (37)         | 5 (41)         | 8 (46)         | 10 (50)        | 12 (54)        | 3 (37)         |
| 雨量 mm （inch）                                   | 134 (5.28)     | 113 (4.45)     | 120 (4.72)     | 73 (2.87)      | 59 (2.32)      | 28 (1.1)       | 39 (1.54)      | 62 (2.44)      | 73 (2.87)      | 98 (3.86)      | 108 (4.25)     | 102 (4.02)     | 1,009 (39.72)  |
| 平均降雨日数                                       | 15             | 13             | 13             | 9              | 7              | 5              | 5              | 7              | 11             | 15             | 16             | 15             | 130            |
| 平均月間日照時間                                   | 182.9          | 180.8          | 201.5          | 207.0          | 223.2          | 225.0          | 229.4          | 217.0          | 174.0          | 170.5          | 165.0          | 189.1          | 2,365.4        |
| 出典1：SAWS                                        |                |                |                |                |                |                |                |                |                |                |                |                |                |
| 出典2：Hong Kong Observatory (sun only 1961-1990). |                |                |                |                |                |                |                |                |                |                |                |                |                |

### 地域

#### 主要地区
- ダーバン - 首府
- ウマラジ
- チャッツワース
- クワマシュ
- フェニックス

## 歴史
- 1497年 ヴァスコ・ダ・ガマがクリスマスの日に、現在のダーバン港付近の断崖を発見する。
- 1824年 ズールー王国の王シャカ・ズールーより領土を獲得。イギリスから移民が入植、港の開発が始まる。
- 1835年 ポート・ナタールといわれたが、当時のケープ植民地総督ベンジャミン・ダーバン（英語版）卿にちなんで， ダーバンと改称される。
- 1842年 オランダ系のボーア人に一時占領される。
- 1850年代に鉄道が建設され、港湾が拡張されて以後、商工業都市として急速に発展。
- 1908年 南アフリカ連邦を結成するための全国会議の開催地となった。
- 1999年 ダーバンで、南アフリカ初のイギリス連邦首脳会議が開催される。
- 2000年 合併し、エテクウィニ都市圏の1地区となる。

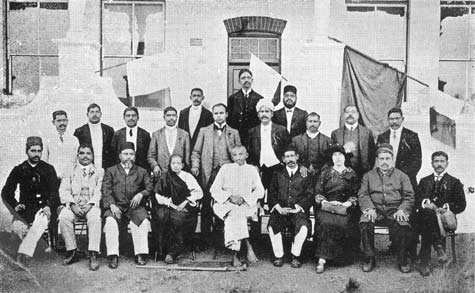
ダーバン滞在中のガンジー
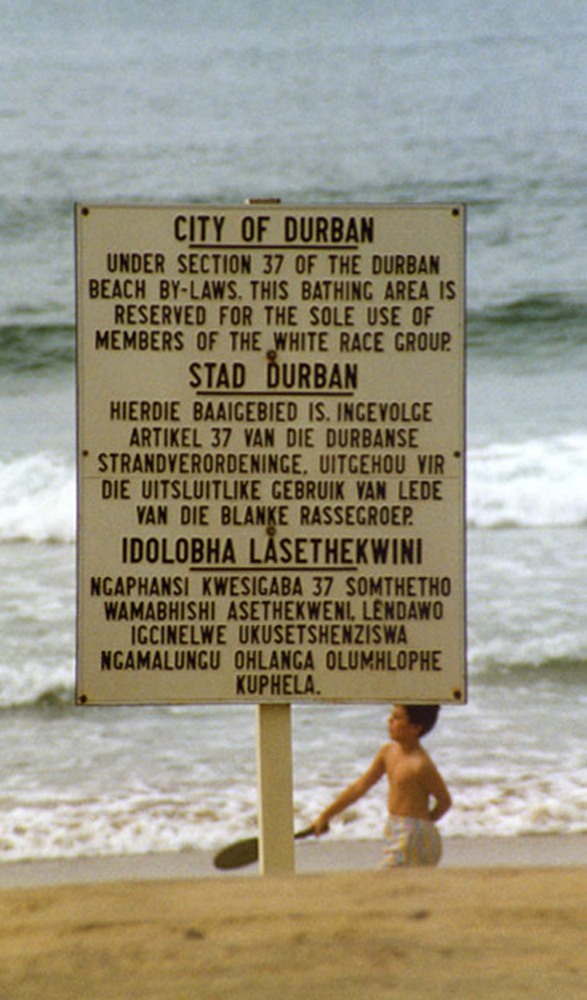
アパルトヘイト体制下で設置されたアフリカ系のビーチ立ち入りを禁止する掲示板

## 対外関係

### 姉妹都市・提携都市
- アレクサンドリア、エジプト
- バクー、アゼルバイジャン
- シカゴ、アメリカ合衆国
- リーズ、イギリス
- ロッテルダム、オランダ
- 広州市、中華人民共和国
- ナント、フランス
- アントウェルペン、ベルギー
- ブレーメン、ドイツ
- リオデジャネイロ、ブラジル
- ル・ポール、フランス
- 大田市、大韓民国
- ブラワヨ、ジンバブエ
- ニューオーリンズ、アメリカ合衆国
- オラン、アルジェリア
- エイラート、イスラエル
- マラカイボ、ベネズエラ
- 高雄市、中華民国

## 経済

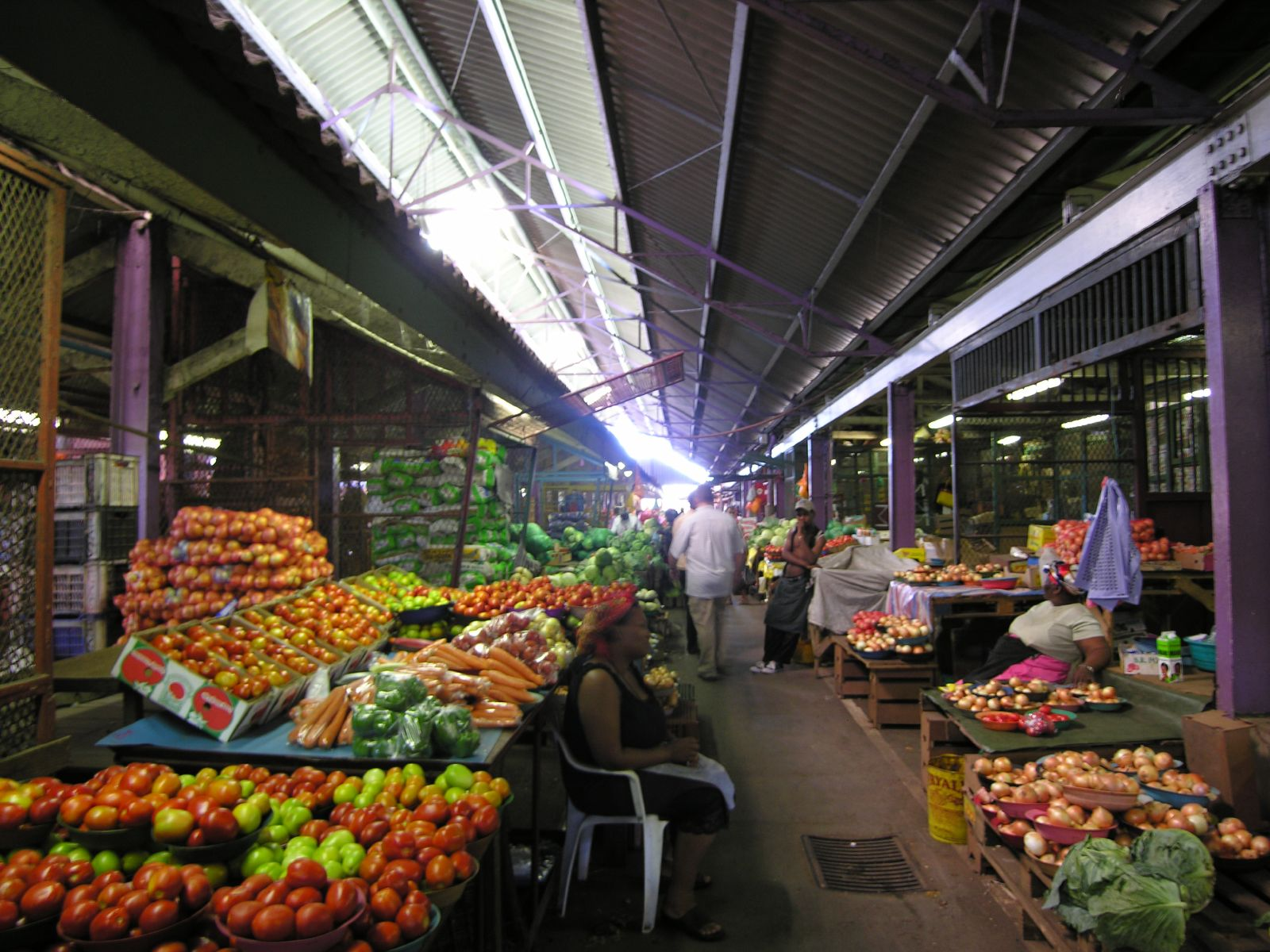
ダーバン青果市場
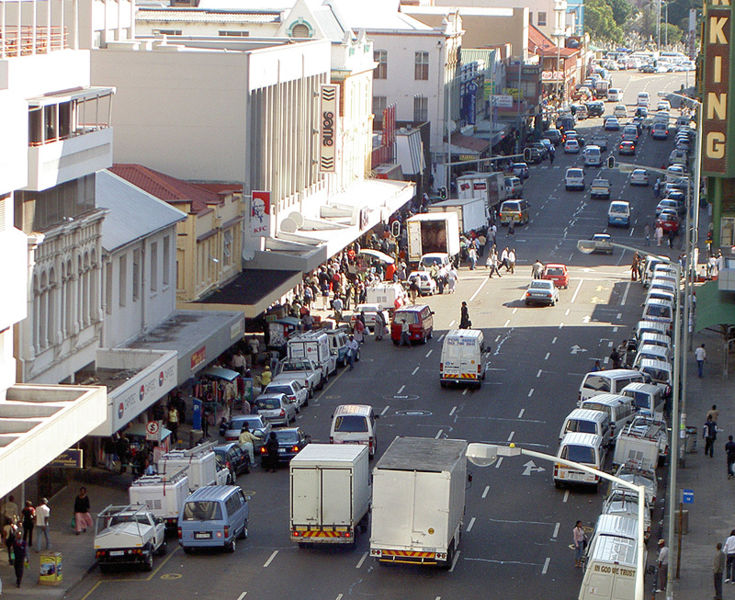
ダウンタウン

大規模な港湾を持つ港湾都市であり、ヨハネスブルクをはじめとする内陸部の外港となっていて、南アフリカの主産業である各種資源の輸出が最大の産業となっている。このほか機械工業や化学工業が盛んで、自動車の製造が国内首位。トヨタ自動車の工場があり、地域経済に大きな貢献をしている。

## 交通

### 空路

#### 空港
- キング・シャカ国際空港：2010年5月1日に開港。

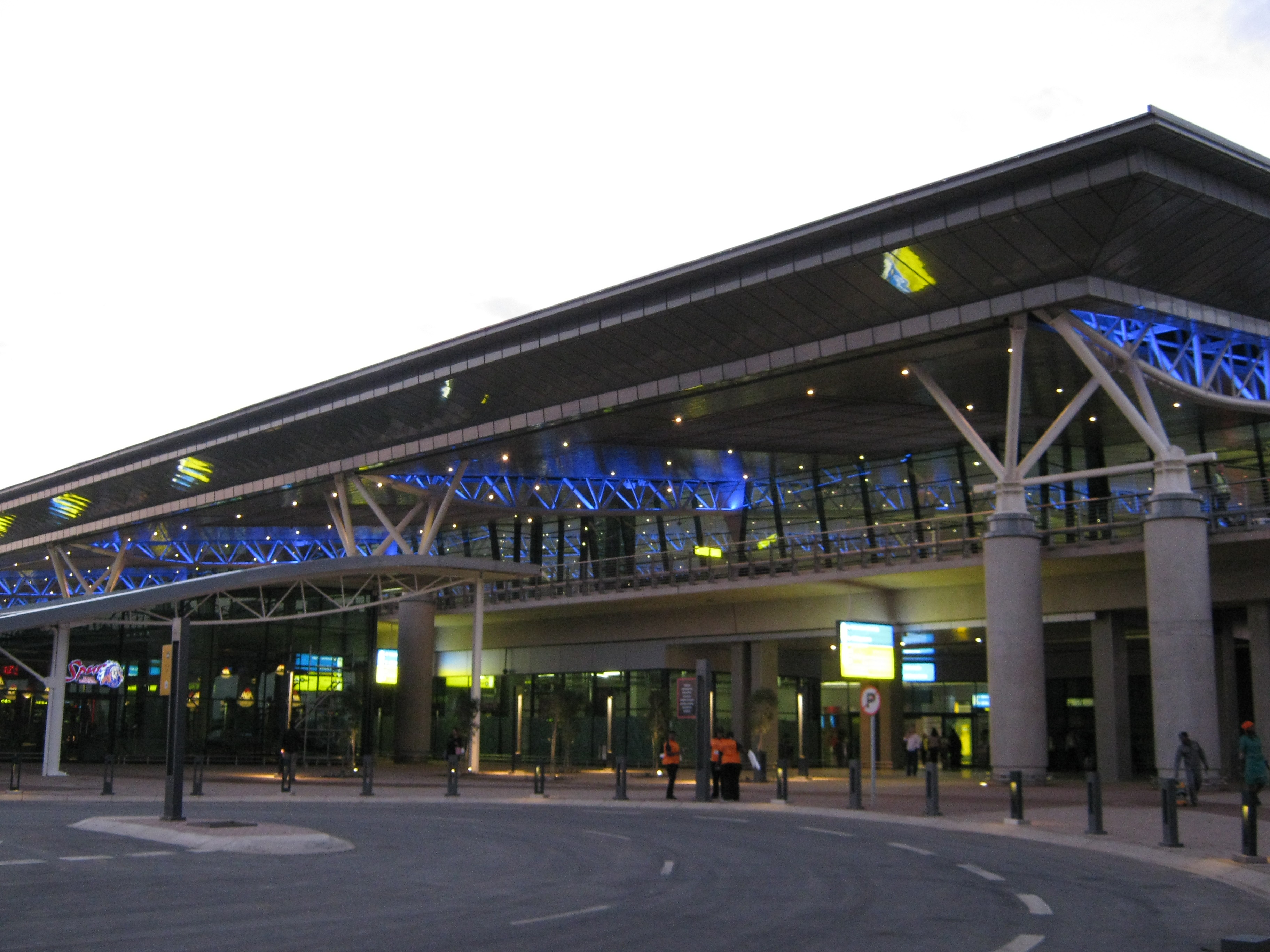
キング・シャカ国際空港

### 鉄道
南アフリカ旅客鉄道公社
- メトロレール
  - クワズール・ナタール線

### 道路

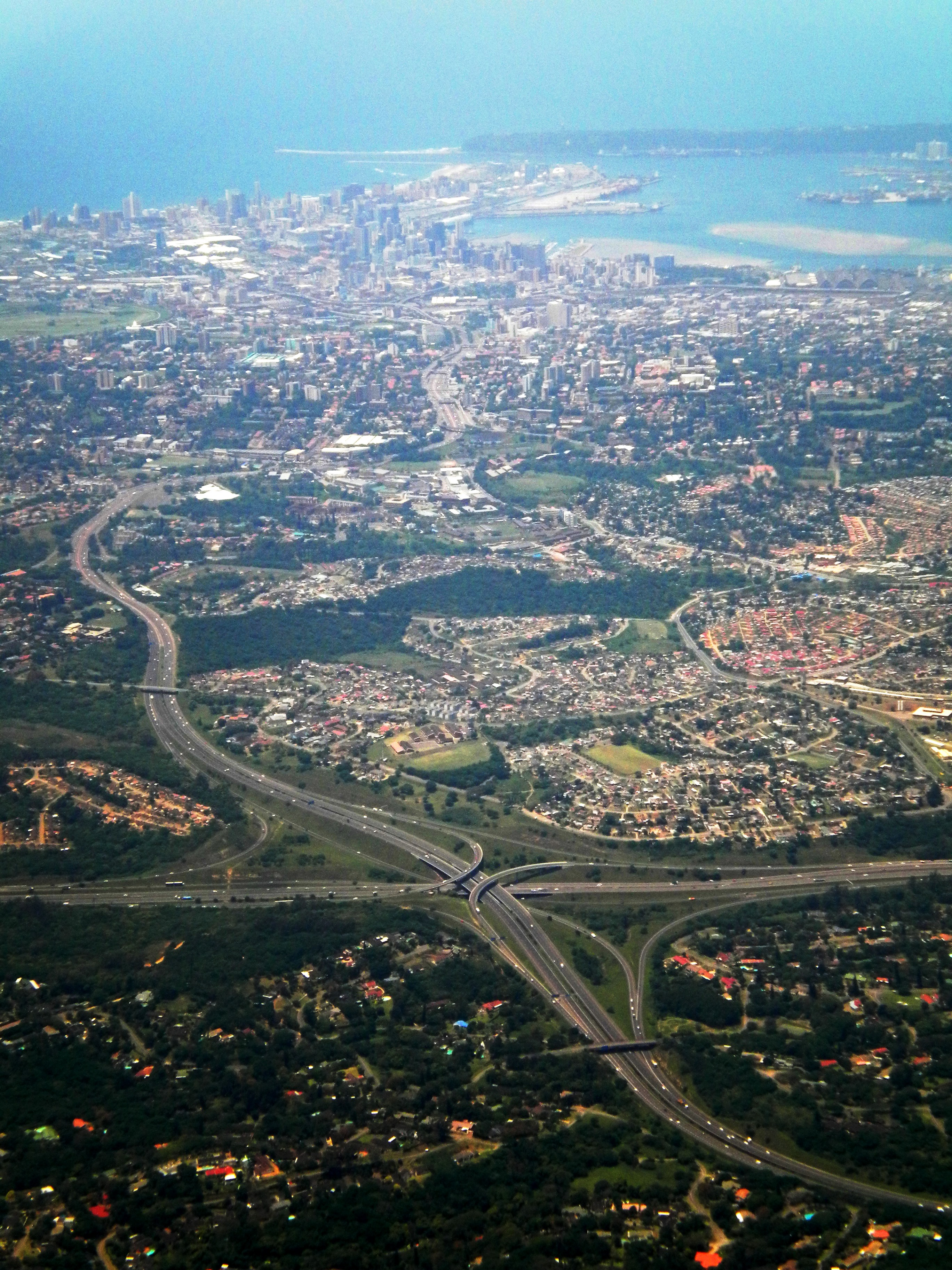
高速道路

#### 高速道路
- ダーバン外郭環状道路

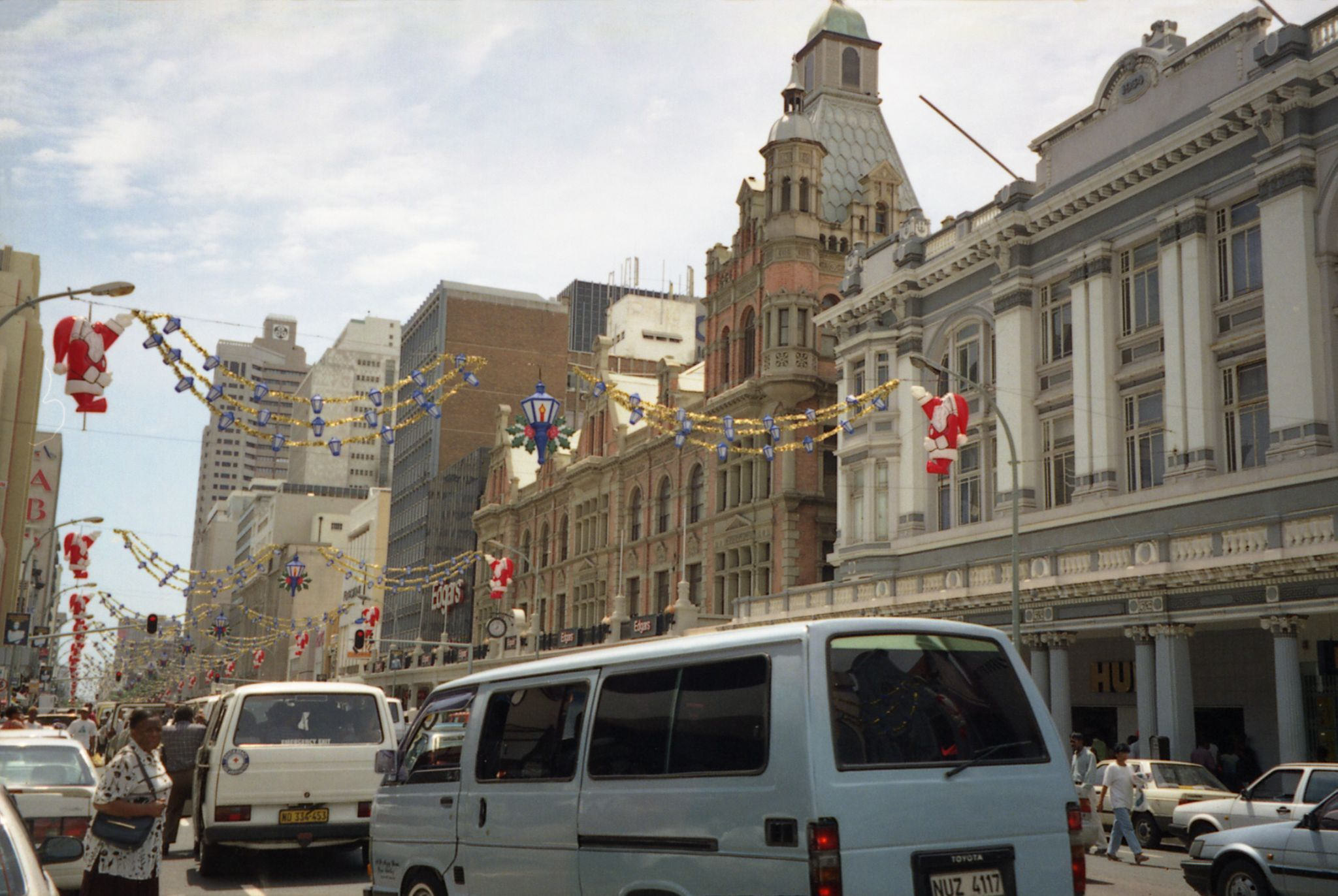
ダーバンを走行するミニバス

## 観光

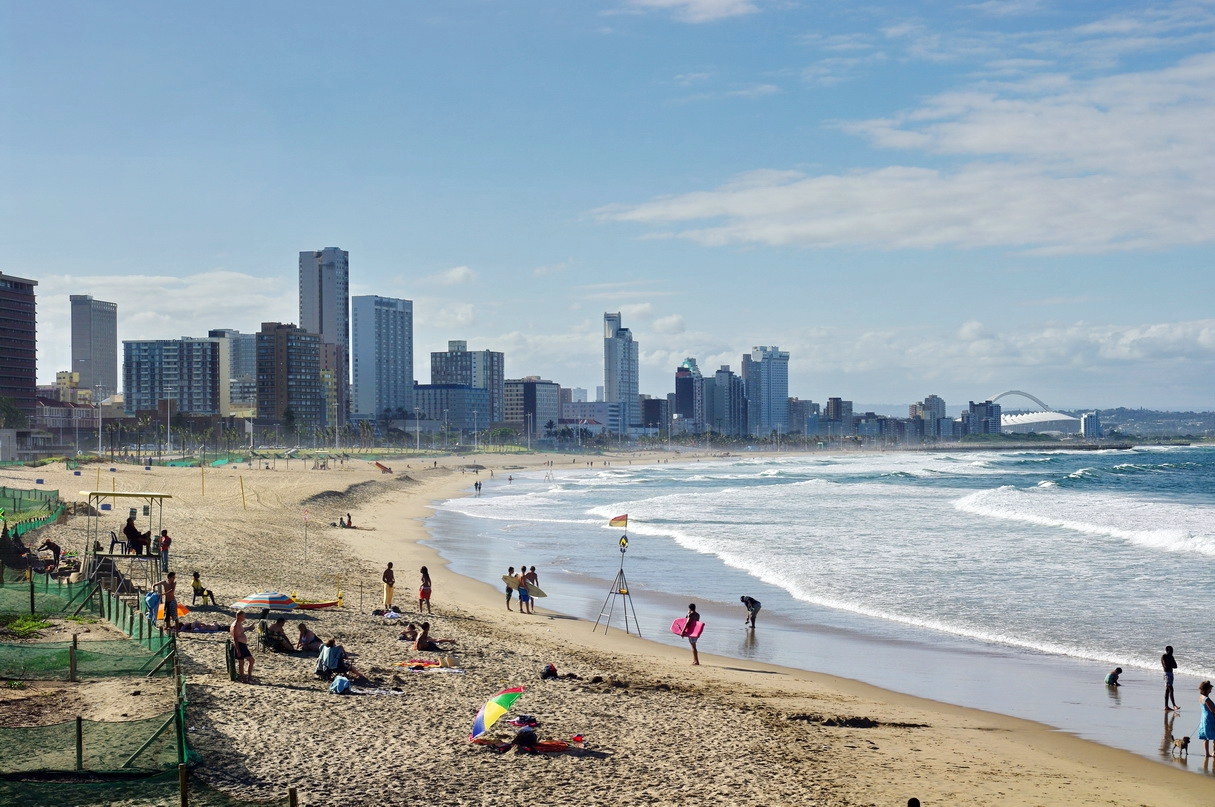
海岸

### 航路

#### 港湾

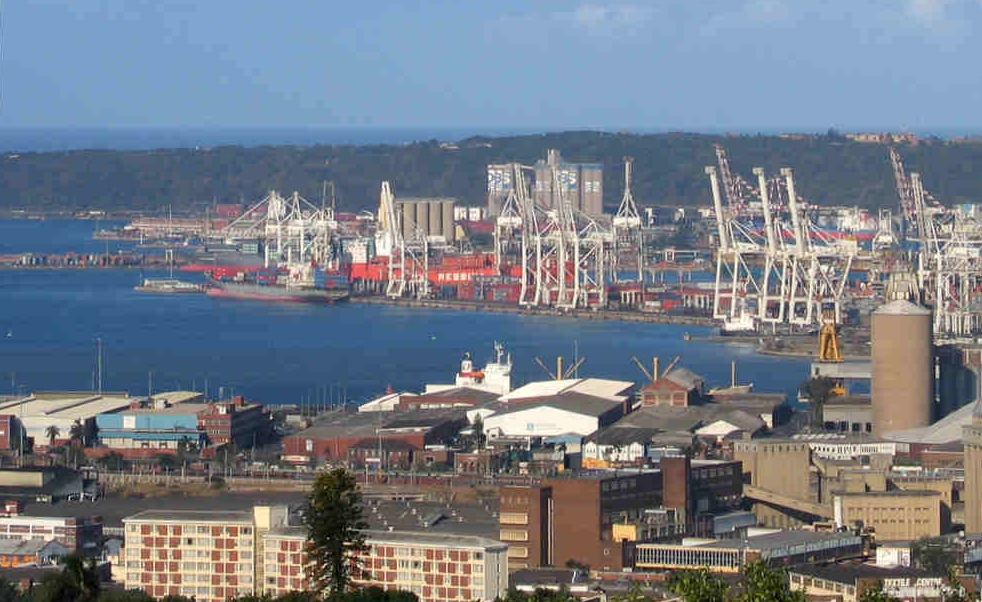
ダーバン港

- ダーバン港

## 文化・名物

### スポーツ
- キングス・パーク・スタジアム - 球技場
  - ラグビーチームのシャークス（国際大会では別働チームのシャークス）、サッカーチームのゴールデン・アローズ（英語版）の本拠地。